# Adriaan von und zu Hoensbroeck

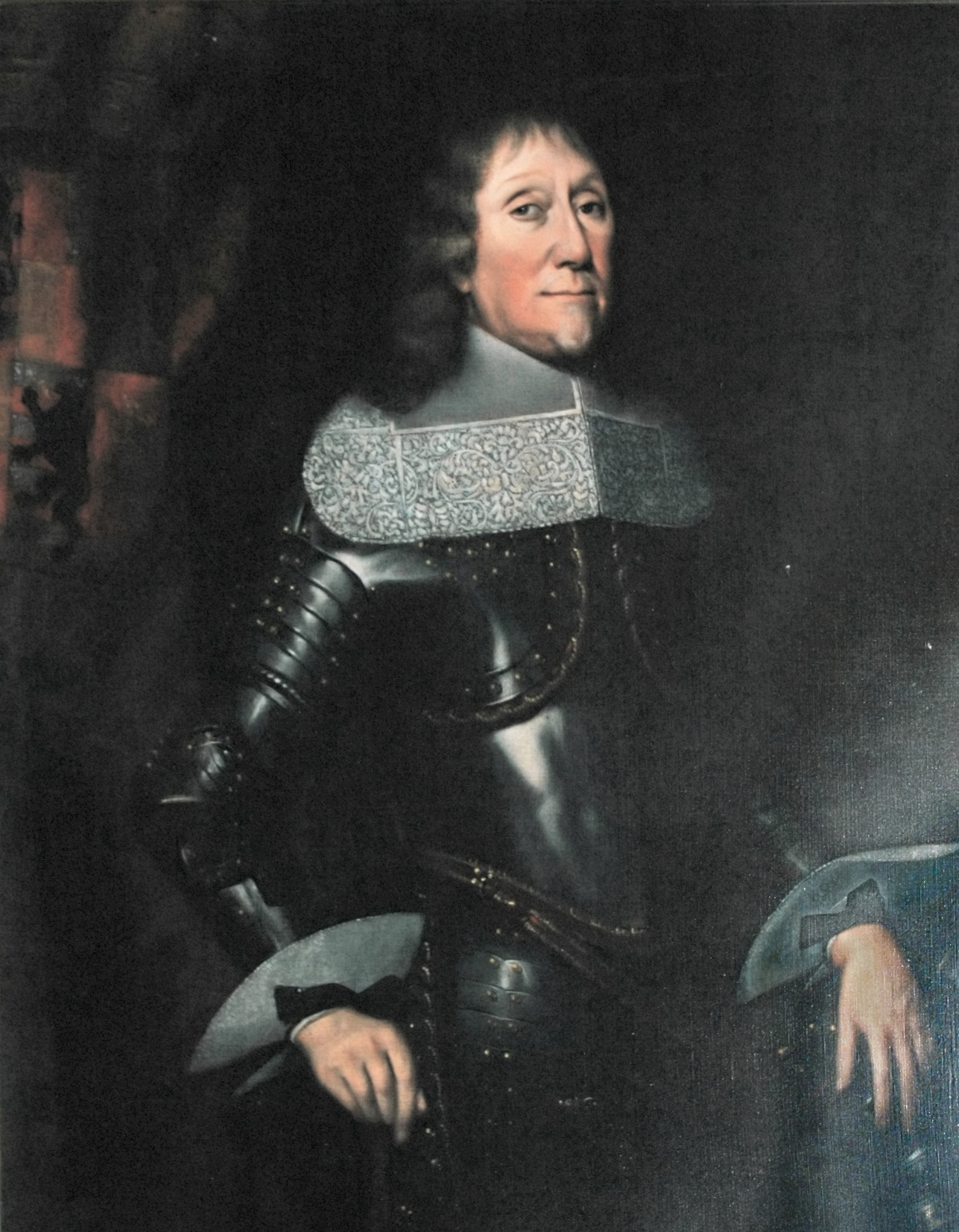
Adriaan von und zu Hoensbroeck

Adriaan von und zu Hoensbroeck (* 1589; † 17. Februar 1675 in Aachen) aus dem limburgischen Uradelsgeschlecht der Familie Hoensbroeck war Freiherr und Erbmarschall des Herzogtums Geldern.

## Leben
Adriaan war Sohn des Ulrich von Hoensbroeck und dessen erster Frau, Johanna von Boedberg. Seine Mutter starb, als Adriaan zwei Jahre alt war. Er wuchs daher bei seinem Onkel Arnold von Boedberg, dem Erbmarschall von Geldern, und dessen Frau Odila Berghe von Trips auf.
Nachdem Arnold von Boedberg 1613 kinderlos gestorben war, erbte sein Schwager Ulrich das Schloss Haag mit den dazugehörigen Gütern und dem damit verbundenen Amt des Erbmarschalls. Dieser übertrug Schloss und Amt 1618 auf seinen Sohn Adriaan. 1631 folgte Adriaan seinem Vater Ulrich als Herr von Hoensbroek nach. 1635 wurde er in den Reichsfreiherrenstand erhoben. Adriaan war somit der erste aus der Familie Hoensbroech, der dem titulierten Adel angehörte.
Ab 1640 ließ er sein Stammschloss Hoensbroek zu einer repräsentativen Vierflügelanlage im Stil der maasländischen Renaissance umbauen.

## Familie
Verheiratet war Adriaan mit Anna Elisabeth van Loë-Wissen, genannt Isabelle. Aus dieser Ehe gingen drei Kinder hervor: zunächst zwei Töchter und 1631 sein Nachfolger Arnold Adriaan, nach dessen Geburt Isabelle neun Tage später starb.